# Rosthuvad svartspindel
Rosthuvad svartspindel (Zelotes electus) är en spindelart som först beskrevs av Carl Ludwig Koch 1839.  Rosthuvad svartspindel ingår i släktet Zelotes och familjen plattbuksspindlar. Enligt den finländska rödlistan är arten nära hotad i Finland. Arten är reproducerande i Sverige. Artens livsmiljö är sandstränder vid Östersjön. Inga underarter finns listade i Catalogue of Life.